# Guy Williams
Guy Williams, pseudônimo de Armando Joseph Catalano (Nova Iorque, 14 de janeiro de 1924 — Buenos Aires, 4 de maio de 1989), foi um ator estadunidense.

## Biografia
Seus pais imigraram da Itália para os Estados Unidos da América logo após a I Guerra Mundial.
Estudou na Peekskill Military High School, um colégio militar, mas não era um estudante aplicado e sua maior preocupação era arranjar um emprego. Ao terminar os estudos, começou carreira de modelo fotográfico, pois tinha uma beleza latina e um porte altivo (1m93 de altura) e, posteriormente, como ator. Quando um diretor de elenco se recusou a recebê-lo, por não ter interesse em contratar atores latinos, seu agente, Henry Wilson (o mesmo responsável por nomes como Rock Hudson e Tab Hunter) trocou seu nome de Armando Catalano para Guy Williams.
Como modelo, fez fotos publicitárias, para comerciais de pasta de dentes e cigarros, publicadas em revistas famosas como Vogue e Harper's Bazaar. Durante uma sessão de fotos, conheceu a loura modelo Janice Cooper, com quem se casou poucos meses depois. O casal teve dois filhos: Steve (1952) e Tonia (1958).
Williams estudou arte dramática no Neighborhood Theater e, neste tempo, já participava de alguns comerciais para televisão e pontas em programas de TV. Mudou-se para Hollywood, onde fez um teste para a Universal International Studios, ficando sob contrato por um ano, fazendo pontas em filmes policiais e faroestes, além de participações em séries de televisão. A carreira de ator, que estava em início, foi logo interrompida por um acidente, onde o ator, que era um esportista e que gostava de velejar e cavalgar, caiu do cavalo. O acidente o deixou hospitalizado e com uma leve cicatriz no ombro esquerdo.
Cansado pelas poucas oportunidades que teve na "Meca do Cinema", Guy voltou para Nova Iorque, onde prosseguiu a carreira de modelo.

### Como o Zorro entrou na sua vida
Em 1957, os estúdios Walt Disney começaram a selecionar atores para a série Zorro, e o ator resolveu tentar a sorte, mais uma vez, em Hollywood.
Walt Disney havia visto alguns comerciais de Williams na televisão, mas estava decidido a contratar outro ator para o papel de "Zorro", Britt Lomond. No entanto, o diretor e produtor da série, Norman Foster, queria Williams. Após dois meses de impasse, Guy foi contratado para o papel do herói mascarado e a Lomond foi destinado o papel do primeiro vilão da série, o "Capitão Monastário".
Zorro tornou Guy Williams um astro, além de resolver seus problemas financeiros, pois fora o salário, ele ainda recebia 2,5% dos lucros da série.
Depois de dois anos, a série da Disney foi cancelada. Apesar disso, Walt manteve Williams sob contrato por mais dois anos na esperança de voltar a produzir a série. Neste período, Guy Williams fez aparições públicas vestido como o personagem, em eventos e na Disneylândia, para manter a imagem de Zorro ainda viva. Em 1961, sem esperança da série voltar ao ar, e sem poder aceitar outros trabalhos já que estava preso ao contrato de Disney, Guy pediu a este que o dispensasse de seu contrato. Walt concedeu, mas, para compensar a espera do ator, ainda o colocou na produção cinematográfica O príncipe e o mendigo, filmado em Londres.
Nesta época, Williams realizou outros trabalhos no cinema como ator principal, em Capitão Simbad e Damon and Phydias, épico filmado na Itália. Permanecendo oito meses na Europa com sua família, seu agente não conseguia entrar em contato com ele, e assim o ator perdeu várias oportunidades de trabalho nos Estados Unidos. Quando retornou, aceitou participar do seriado Bonanza.
No novo trabalho, seu personagem fora criado para substituir Pernell Roberts, que desejava deixar a série. Apesar do estrondoso sucesso da série, Guy não estava feliz, devido ao clima pesado nos bastidores e à grande pressão que sofria por substituir um personagem que já era carismático para o público.

### Perdidos no Espaço

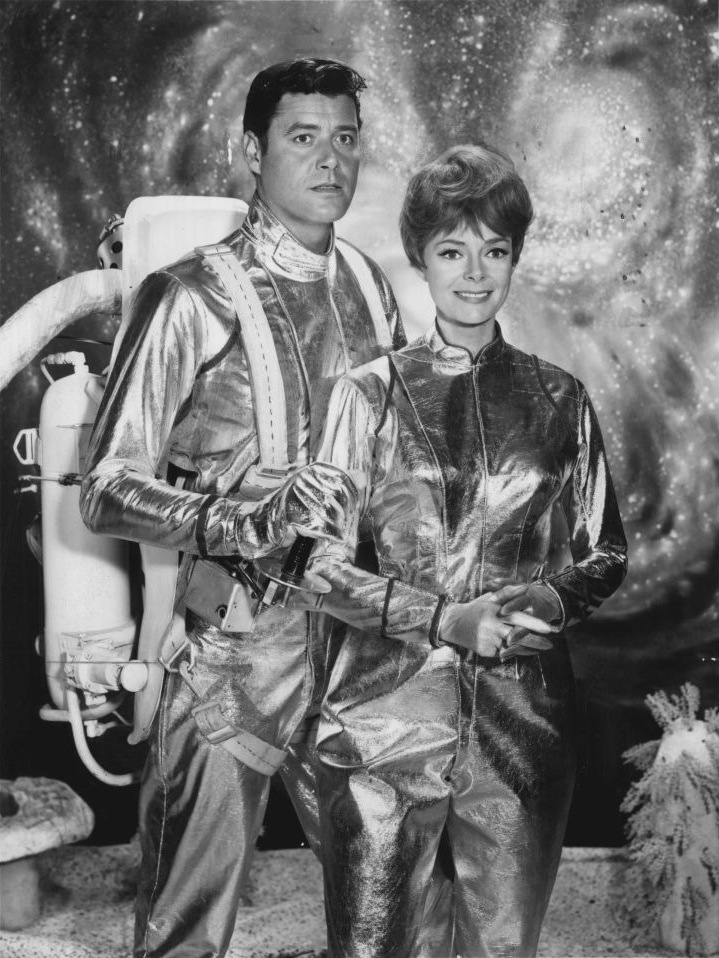
Com June Lockhart em Lost in Space, foto promocional de 1965

Em 1965, ao deixar a série "Bonanza", Williams foi contactado por Irwin Allen , conceituado produtor de televisão, responsável pelas séries Túnel do Tempo e Viagem ao Fundo do Mar, para estrelar sua nova produção: Perdidos no Espaço. Inicialmente, Guy não se interessou pelo projeto, mas ao saber que a série seria produzida pela 20th Century Fox, aceitou, alegando que o estúdio ficava perto de sua casa, podendo voltar todos os dias e almoçar com a família.
A nova série foi um enorme sucesso, alcançado três temporadas (de 1965 a 1968). Mas, embora Guy fosse o principal protagonista da série, o "Professor John Robinson", logo seu personagem foi ofuscado pelo do "Dr. Smith", interpretado por Jonathan Harris. Não restou outra coisa a não ser Williams aceitar a nova situação, mas insistiu que seu nome na apresentação e seu salário continuassem a ser equivalentes aos de um astro.
Com o fim da série, em 1968, Guy resolveu produzir uma versão de Zorro com o apoio financeiro dos estúdios Disney. O ator deveria interpretar e dirigir o filme a ser lançado no cinema. A ideia era mostrar um "Zorro" envelhecido e mais humilde, que precisava passar sua identidade para um sucessor. O roteiro começou a ser escrito, mas o estúdio não aceitou pagar a quantia solicitada, cuja soma ficou em 2 milhões a menos do valor calculado. Assim, o projeto foi cancelado.

### Guy Williams na Argentina
Em 1973, Williams recebeu um convite de Isabelita Perón, segunda esposa do presidente argentino Juan Perón, para fazer aparições públicas destinadas a divulgar seus trabalhos beneficentes como primeira-dama. Tendo em vista o sucesso da série Zorro na Argentina, Isabela ofereceu a Guy a quantia que desejasse, livre de impostos, na condição de manter o dinheiro em bancos argentinos. Williams aceitou e viajou para Argentina com a esposa Janice, e o amigo Henry Calvin, o "Sargento Garcia", a quem teria sido feita a mesma oferta. Chegando no aeroporto de Buenos Aires, o ator tomou conhecimento da fama do "Zorro" naquele país. Uma grande multidão se aglomerou por todo caminho do aeroporto até a cidade, saudando o ator, fato que ele, sua família e amigos nunca esquecerem.
Impressionado com o carinho dos argentinos, Williams dividiu seu tempo entre Argentina e Los Angeles, e durante os anos seguintes, ele e Henry Calvin mantiveram suas turnês como "Zorro & Sargento Garcia", em várias cidades argentinas e até no México, Canadá, França e Espanha, no Circo Real de Madrid. Por sua vez, Henry Calvin esteve no Brasil, sem Guy Williams. Por volta de 1970, Calvin veio ao Rio de Janeiro, para um descanso e uma simples visita a cidade. Um dia, ao assistir um dos episódios da série Zorro dublado em português, quis conhecer o seu dublador, o ator Orlando Drummond, o que aconteceu. O ator americano ficou impressionado com o dublador brasileiro, principalmente pela voz, e perguntou a Drummond como um homem tão pequeno poderia ter uma voz tão grande, e ele tão grande poderia ter uma voz tão pequena. Henry Calvin faleceu em 1975.

### Os últimos anos
No início da década de 1980, Guy Williams e Janice se divorciaram e Guy passou a viver com a atriz e jornalista argentina Araceli Lisazo, com quem dividia também sua residência nos Estados Unidos.
Na Argentina, surgiu uma nova oportunidade de produzir um filme para o cinema sobre o "Zorro", que receberia o título de Zorro, 20 anos depois. Durante meses foi elaborado um roteiro para o filme, a ser estrelado por Guy Williams. Entretanto, foi lançada nos Estados Unidos a película As duas faces do Zorro, com George Hamilton, uma paródia sobre o personagem e que apresentava irmãos gêmeos, um deles homossexual, que se dividiam na identidade do personagem. O sucesso deste filme cancelou a produção argentina, que temia ver sua versão comparada à paródia do filme de Hamilton. Porém, este mesmo filme inspirou o estúdio Disney a produzir, em 1983, Zorro and Son, com interesse de trazer Guy Williams de volta ao papel. Williams chegou até mesmo a fazer testes com vários atores que deveriam desempenhar seu filho mas, ao ler o roteiro dos três primeiros episódios, o ator se desinteressou, pois não queria fazer parte de uma paródia semelhante à do filme estrelado por George Hamilton.
Em 1983, Guy Williams sofreu um pequeno derrame, seguido de embolia, causada por hipertensão, e que o deixou hospitalizado. Após um longo período, ele se recuperou, aparentemente sem qualquer seqüela. Williams e Araceli se separaram logo depois e Williams desistiu de qualquer oportunidade de voltar à sua carreira de ator.
Durante o período que viveu na Argentina, Guy fez aparições públicas e trabalhou no ramo imobiliário. Após sua enfermidade, largou tudo e, nos últimos anos, cogitava fixar residência nos Estados Unidos, quando veio a falecer.
No dia 6 de maio de 1989, seus vizinhos chamaram a policia, pois estavam sentindo um mau cheiro vindo de seu apartamento, localizado no bairro de La Recoleta. Ao entrarem, encontraram o corpo do ator, nu, e já em adiantado estado de decomposição, em cima da cama. A polícia informou que as primeiras investigações revelaram que não houve violência física e que, aparentemente, o ator estava saindo do banho quando sofreu uma parada cardíaca fatal.
Ainda que tenham solicitado uma autópsia, o corpo do ator foi enterrado logo em seguida no cemitério La Chacarita, em Buenos Aires, sem a presença da família, tendo em vista ter passado vários dias de sua morte. Mais tarde, seu filho Steve acompanhou a remoção do corpo para os Estados Unidos, onde foi cremado e suas cinzas jogadas ao mar. De acordo com os jornais argentinos, Guy Williams morreu em 4 de maio de 1989, aos 65 anos de idade.

## Filmografia

### Filmes
- 1947 - O Fim ou Princípio
- 1951 - O Dia em Que a Terra Parou
- 1952 - Bonzo Goes to College
- 1952 - Back at the Front
- 1953 - Mulher de Fogo
- 1953 - Sangue por Sangue
- 1953 - House Party
- 1953 - All I Desire
- 1953 - A Espada de Damasco
- 1955 - Sete Homens Enfurecidos
- 1955 - O Semeador de Felicidade
- 1956 - The Last Frontier
- 1957 - I Was A Teenage Werewolf
- 1958 - O Signo do Zorro
- 1959 - Zorro, the Avenger
- 1962 - O Príncipe e o Mendigo
- 1962 - Damon and Pythias
- 1963 - Capitão Simbad

### Seriados
- 1957 a 1959 - Zorro
- 1959 a 1973 - Bonanza
- 1965 a 1968 - Perdidos no Espaço